# 毛轴牙蕨
毛轴牙蕨（学名：Pteridrys australis）为叉蕨科牙蕨属下的一个种。

## 扩展阅读
維基物種上的相關：毛轴牙蕨